# Eritrea en los Juegos Olímpicos de Tokio 2020
Eritrea estuvo representada en los Juegos Olímpicos de Tokio 2020 por un total de trece deportistas, ocho hombres y cinco mujeres, que compitieron en tres deportes.
Los portadores de la bandera en la ceremonia de apertura fueron el nadador Ghirmai Efrem y la atleta Nazret Weldu. El equipo olímpico eritreo no obtuvo ninguna medalla en estos Juegos.